# Rudolf Tillmetz (Maler)
Rudolf Tillmetz (* 16. Mai 1880 in München; † 25. Februar 1966 ebenda, auch Rudolph Tillmetz genannt) war ein deutscher Maler. 

## Leben
Tillmetz studierte Malerei bei Walter Thor. Reisen führten ihn nach England, Frankreich, Italien und Ägypten. 1917 berief ihn das Auswärtige Amt an die Deutsche Schule in Aleppo. Danach wirkte er als Porträt-, Genre- und Landschaftsmaler in München. Ein häufig von ihm gewähltes Motiv waren Waldlandschaften. Seine letzten Lebensjahre verbrachte er im Krankenhaus Nymphenburg sowie im Sanatorium Hausstein im Bayerischen Wald, wo auch einige Werke entstanden.
Sein Nachlass befindet sich im Deutschen Kunstarchiv. 

## Ausstellungen und gezeigte Werke (Auswahl)
- 1920: Münchener Kunstausstellung, Glaspalast München, Ölbild Inntalerin[3]
- 1921: Münchener Kunstausstellung, Glaspalast München, Ölbild Porträt O.N.[4]
- 1929: Münchener Kunstausstellung, Glaspalast München, Ölbild Märzensonne[5]
- 1932: Kunstausstellung Düsseldorf
- 1934: Große Münchener Kunstausstellung, Neue Pinakothek, Ölbild Frühling[6]
- 1943: Große Deutsche Kunstausstellung, Haus der Deutschen Kunst, Ölbild Morgensonne im Wald[7]
- 2003: Gedächtnisausstellung für Rudolf Tillmetz, Städtische Galerie, Stadt Lohr am Main, Landschaften und Porträts[8]

## Familie
Rudolf Tillmetz war der dritte Sohn von Franz Tillmetz aus München, der 1876 mit einer Seilschaft zum ersten Mal der Weg durch das Höllental auf die Zugspitze beging sowie der Neffe des Münchner Flötenvirtuosen, -Pädagogen und Komponisten Rudolf Tillmetz (1847–1915).